# Andrena hypopolia
Andrena hypopolia is een vliesvleugelig insect uit de familie Andrenidae. De wetenschappelijke naam van de soort is voor het eerst geldig gepubliceerd in 1884 door Schmiedeknecht.